# Jodie Moore (Pornodarstellerin)

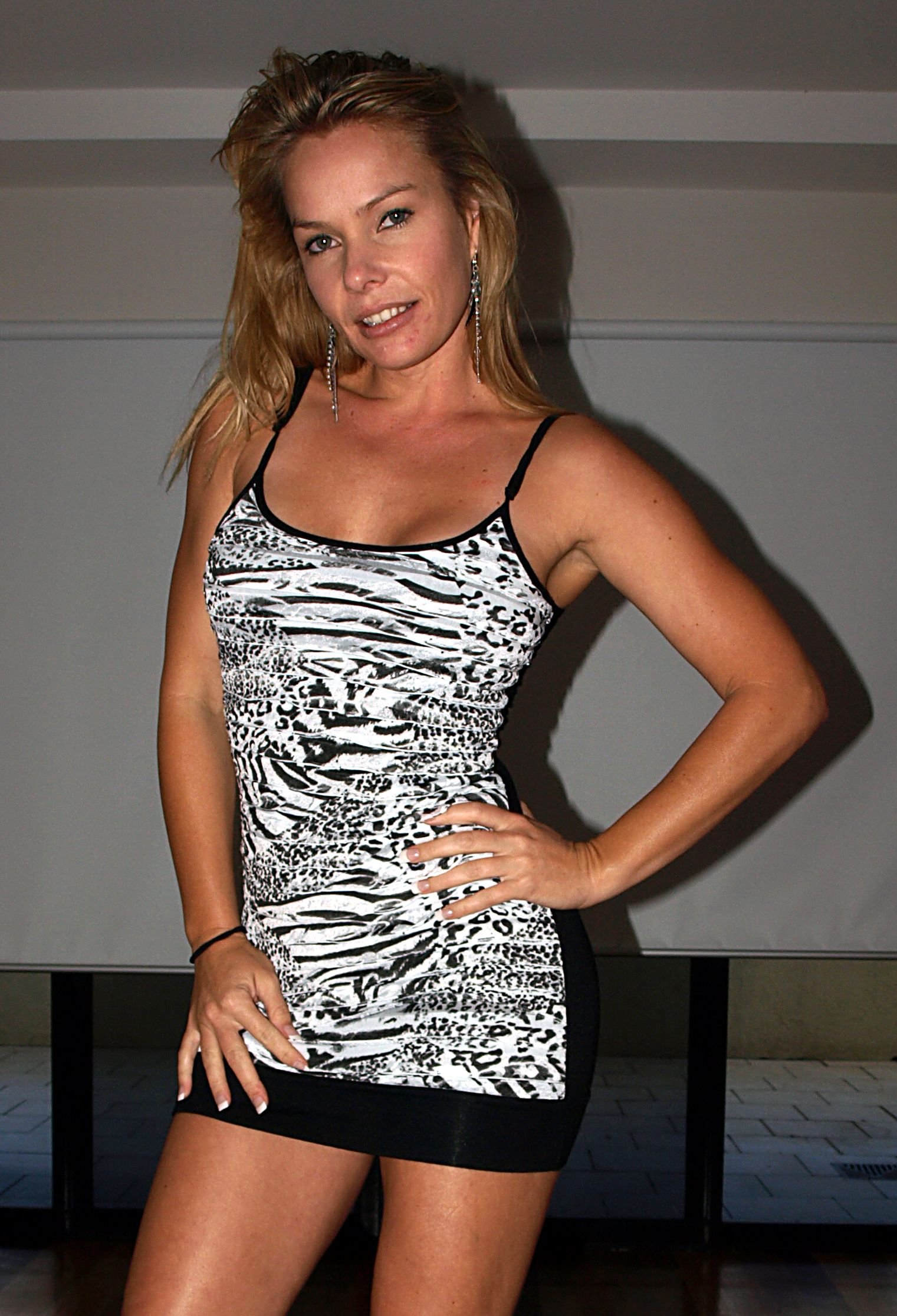
Jodie Moore (2011)

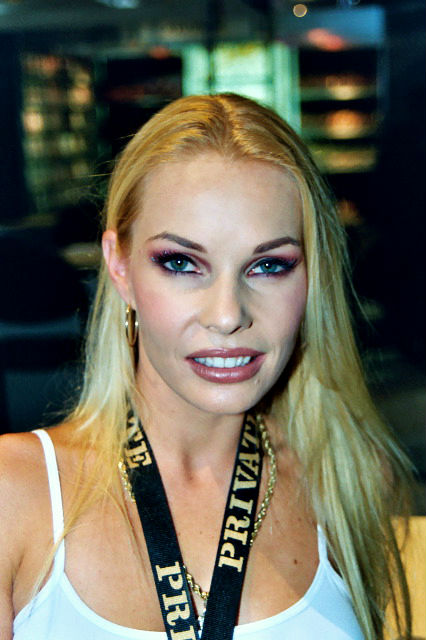
Jodie Moore auf der Adult Entertainment Expo 2003

Jodie Moore (* 11. April 1976 als Jody Ann Klaassen in Woodridge, Queensland, Australien) ist eine australische Pornodarstellerin.
Moore begann ihre Karriere 1996 als Stripperin in Rogue’s Nightclub und tourte später durch Stripclubs in Australien, Neuseeland, Japan und den Philippinen. Sie arbeitete ab 2000 als Fotomodell für Männermagazine und drehte 2001 ihren ersten Hardcore-Film Liquid Gold 4. Zu ihren bekanntesten Filmen gehören The Scottish Loveknot von Private Media Group sowie Euroglam – An American in Europe Final Chapter und Sapphic Liaisons, beide von Michael Ninn. Im Jahr 2002 gewann sie den Venus Award als „Beste Darstellerin – USA“. Sie hat ihre eigene Sexspielzeug-Linie Jodie Moore’s Signature Toys. Im Jahr 2003 unterzog sie sich einer Brustoperation.
Am 2. Mai 2006 hatte Moore einen Auftritt in der Howard Stern Show, in der sie ein Produkt zur Rasur der männlichen Genitalregion vorführte.

## Politische Karriere
Moore hat auch politische Ambitionen. Sie trat in Queensland an und kandidierte später erfolglos für den Australischen Senat, 2001 und 2004. In ihrer ersten Kampagne bekam sie 5 % der Stimmen.

## Auszeichnungen
- 2002: Venus Award: „Beste Darstellerin – USA“